# Портянниково
Портянниково — деревня в Псковском районе Псковской области России. Входит в состав Писковичской волости.
Деревня расположена на северной границе города Пскова (за Запсковьем), в 7 км восточнее волостного центра, деревни Писковичи.
Восточная часть населённого пункта — бывшая деревня Ферьково — слилась с д. Портянниково 7 февраля 1977 года.
| 2001 | 2002 | 2010 | 2012 |
| ---- | ---- | ---- | ---- |
| 100  | ↘83  | ↗106 | ↗141 |